# 汐入出入口
汐入出入口（しおいりでいりぐち）は、神奈川県横浜市鶴見区にある首都高速神奈川1号横羽線の出入口である。

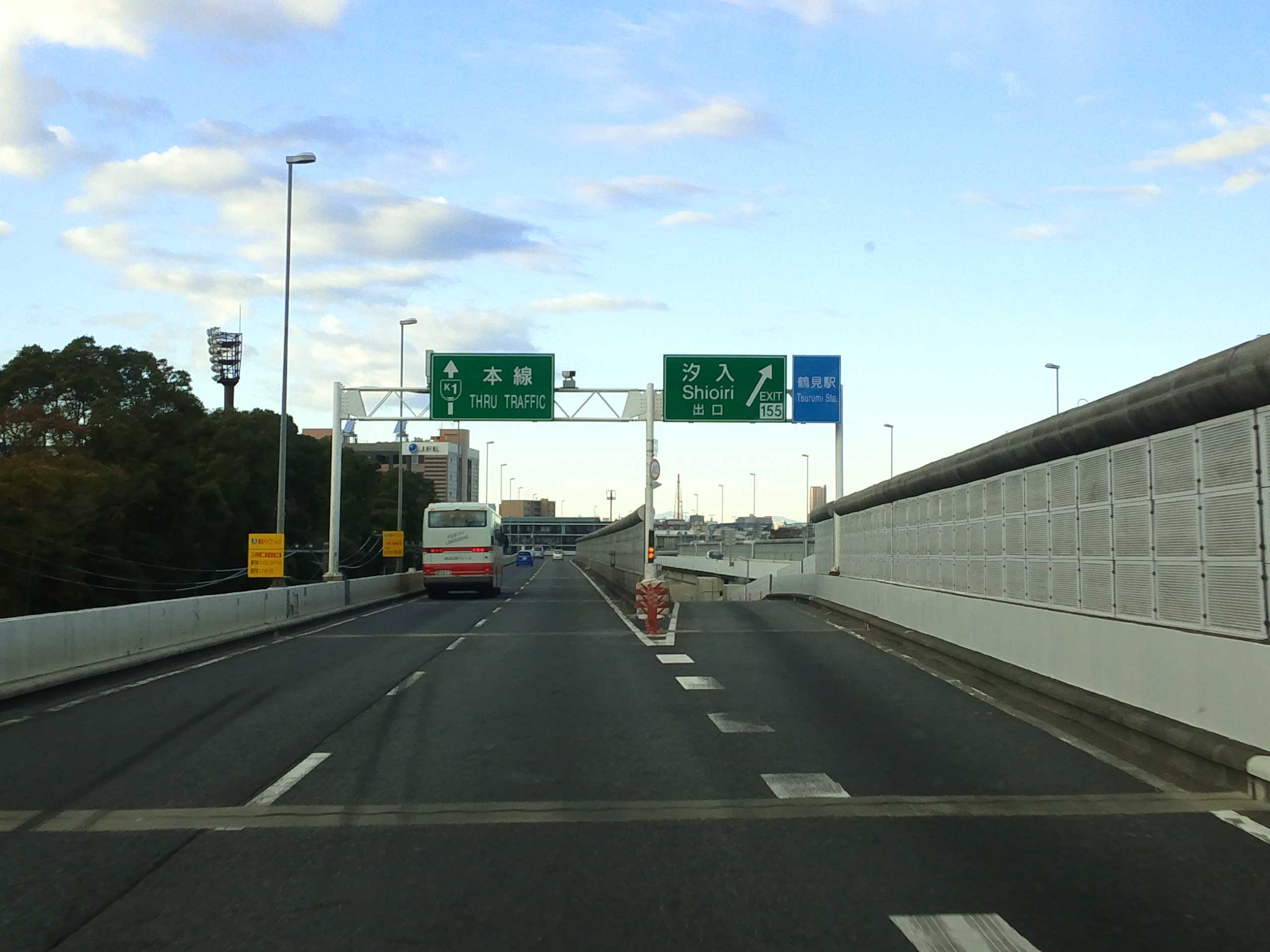
汐入出口付近

羽田・銀座方面の出入口である。

## 歴史

### 入口
- ブース数：2
  - ETC専用：1
  - 一般：1

## 標識の表示
出口
- 出口 : 汐入
- 番号 : 155
- 方面 : 鶴見駅

入口
- 入口 : 汐入
- 番号 : 155

## 接続道路
- 神奈川県道6号東京大師横浜線〈産業道路〉

## 周辺
- 浅野駅 - 弁天橋駅

## 隣
首都高速神奈川1号横羽線
(152)浅田出入口 - (155)汐入出入口 - 生麦JCT - (154)生麦出入口